# Metal Storm (broń)
Metal Storm – automatyczna lub półautomatyczna broń palna wynaleziona przez australijskiego wynalazcę Jamesa Michaela O'Dwyera i rozwinięta przez jego firmę DefendTex na przełomie XX i XXI wieku.
Jej innowacyjność polega na umieszczeniu w lufie wielu nabojów bezłuskowych odpalanych kolejno za pomocą impulsu elektrycznego. Broń nie ma żadnych części ruchomych, co zapewnia dużą niezawodność oraz niski ciężar. Odpalanie sterowane jest komputerowo, więc obsługa może wybrać dowolne tempo strzelania. Dodatkowe korzyści daje użycie broni wielolufowej. Oprócz zwiększenia siły ognia umożliwia załadowanie kilku rodzajów amunicji do różnych luf i odpalanie pocisków według aktualnej potrzeby.
Z uwagi na możliwość regulacji dotkliwości broni (ang. variable lethality enforcement, Vle), dzięki ładowaniu amunicją nieśmiercionośną – Metal Storm przez Księgę rekordów Guinnessa została uznana za najbardziej inteligentną, także za najszybszą broń palną na świecie. Wadami systemu jest konieczność używania specjalnej (a więc droższej) amunicji oraz brak możliwości automatycznego ładowania. Po wystrzeleniu wszystkich pocisków z lufy, nowe muszą być ładowane ręcznie (przewiduje się ładowanie z gotowych zestawów lub pojedynczymi nabojami).

## Rodzaje broni
Firma DefedTex opracowała trzy rodzaje broni:
- 3GL – 40 milimetrowy półautomatyczny granatnik, który może być bronią samodzielną lub jako granatnik podwieszany (za pomocą szyny Picatinny)[3].
- MAUL (Multi-Shot Accessory Underbarrel Launcher) – półautomatyczna strzelba kalibru 12 (18,5 mm). Ważąca około 0,8 kg strzelba może być samodzielną bronią lub podwieszona do normalnego karabinu. Jest ładowana amunicją nieśmiercionośną lub różnego zastosowania, np. przeznaczoną do wybijania drzwi[4].
- FireStorm – system wielolufowy mogący składać się z luf różnych kalibrów, montowany na podstawie stałej lub ruchomej. Konstrukcja taka może być użyta do ochrony ważnych obiektów. Szybkostrzelność teoretyczna sięga 20 tysięcy pocisków na minutę[5].

## Zastosowania
W 2000 Chińczycy zaproponowali Michaelowi O'Dwyeremu 100 milionów dolarów za sprzedaż licencji do Chin i nadzór nad jej rozwojem. Wynalazca odmówił, jednak Chińczycy sami opracowali opartą na jego pomyśle technologię. 
W 2007 zestaw broni sprzedano do testowania w laboratoriach US Navy (Naval Surface Warfare Center). W sierpniu 2010 Metal Storm podpisał kontrakt o wartości 3,4 mln dolarów z ministerstwem więziennictwa Papui-Nowej Gwinei na dostarczenie 500 strzelb typu „maul” i 10 tys. amunicji nieśmiercionośnej.